# Sierra Madre Ocidental
A Sierra Madre Ocidental é uma cadeia montanhosa que se estende por 1500 km pelo México norte e ocidental através da parte oriental de Sonora, Chihuahua, Durango, Zacatecas, Nayarit, Jalisco,Aguascalientes até Guanajuato, onde se une com a Sierra Madre Oriental e o Eixo Neovulcânico do México central. Estas montanhas são geralmente consideradas como parte da muito maior Cordilheira Americana. 
O ponto mais alto desta cadeia de montanhas é, provavelmente, o Cerro Mohinora, situado a 25° 57′ N, 107° 03′ O. As várias fontes dão uma altitude de que varia de 3250 a 3300 m. No entanto, outros dois picos, situados a 26° 03′ N, 106° 25′ O, e 23° 12′ N, 104° 57′ O têm altitudes muito semelhantes, e até talvez maiores.
Os bosques que cobrem grande parte desta cadeia montanhosa, são notáveis pela sua biodiversidade e elevado número de espécies endémicas.
É nestas montanhas que habitam várias nações indígenas falantes de línguas uto-astecas, incluindo os Tarahumara na zona central, e os Huichol na parte sul.